# Arnaldo Senise

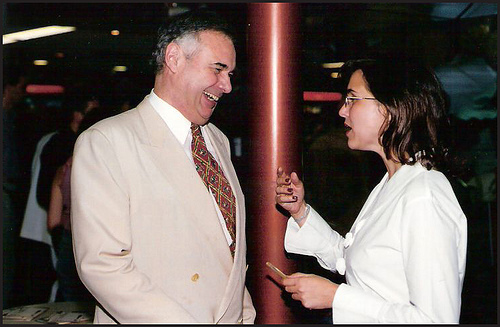
O musicólogo Arnaldo Senise e a jornalista Heloísa Fischer (Abril de 2000).

Arnaldo José Senise (Jaú, 1945 – São Paulo, 2007) foi um musicólogo, musicógrafo, pesquisador e pedagogo musical brasileiro. Em 1989 tornou-se membro da Academia Brasileira de Música sucedendo a musicista Alice Ribeiro (1920-1988) e, após seu falecimento, teve como sucessor o violinista Paulo Bosísio (1950).
Iniciou seus estudos de piano e diplomou-se pelo Conservatório de Música de Jaú. Posteriormente mudou-se para São Paulo, continuando seus estudos de piano, Estética e Análise Musical com Sofia Melo Oliveira (1897-1980). Foi também graduado pela Escola de Administração de Empresas da Fundação Getúlio Vargas (São Paulo).
Em sua atividade como pedagogo, Arnaldo Senise especializou-se nas áreas de Estética Musical, Análise Musical, História da Música e, nomeadamente, Música Erudita Brasileira. Foi colaborador permanente do Suplemento “Cultura” de O Estado de S. Paulo, tendo grande parte de seus ensaios publicados por este jornal. Além de trabalhos inéditos feitos na área de Estética Músical e sobre a música de compositores como Heitor Villa-Lobos (1887-1959), Frédéric Chopin (1810-1849) e Wolfgang Amadeus Mozart (1756-1791), especializou-se no estudo e divulgação das obras dos compositores Alexandre Levy (1864 -1892) e Luís Henrique Levy (1861-1935) e na produção artística da pianista Guiomar Novaes (1895-1979).
Foi Sócio Benemérito da Sociedade Brasileira de Musicologia, entidade na qual ocupou o cargo de diretor de 1982 a 1985, e do Conselheiro da Comissão Municipal de Cultura de São Paulo. A 23 de agosto de 1989 tomou posse da cadeira número 8, cujo patrono é Dom Pedro I, da Academia Brasileira de Música, sendo eleito por unanimidade dos votantes da Academia.
Destacou-se no âmbito da musicologia brasileira pela edição e publicação da Sinfonia em Mi Menor (1986) de Alexandre Levy.